# Blocco senoatriale
Per blocco senoatriale si intende un disturbo della conduzione del segnale elettrico cardiaco dalle cellule pacemaker del nodo del seno al tessuto atriale circostante.
Si tratta di un'aritmia difficilmente diagnosticabile all'ECG di superficie, dal momento che l'attivazione del nodo del seno sviluppa potenziali elettrici troppo bassi per essere registrati dagli elettrodi esterni che vengono comunemente utilizzati; spesso si può soltanto intuirne la presenza tramite segni indiretti.

## Classificazione
Il blocco senoatriale si può classificare in tre categorie differenti, con criteri simili a quelli utilizzati per il blocco atrioventricolare:

### Blocco senoatriale di primo grado
Consiste in un semplice rallentamento della conduzione del segnale a livello della giunzione senoatriale. Tutti gli impulsi generati nel nodo del seno vengono trasmessi all'atrio, sebbene con ritardo.

### Blocco senoatriale di secondo grado
Alcuni degli impulsi vengono completamente bloccati nel contesto della giunzione senoatriale. A seconda della modalità con la quale si instaura il blocco, se ne distinguono due varietà:
- Blocco senoatriale di secondo grado tipo I (di Wenckebach)[1]. L'impulso nato nel nodo del seno viene condotto attraverso la giunzione senoatriale con un ritardo crescente, finché uno di questi non viene completamente bloccato. A questo punto la giunzione ha il tempo di recuperare completamente la capacità di conduzione; l'impulso successivo viene quindi condotto col minimo ritardo consentito dallo stato della giunzione senoatriale, ed andrà accumulando nuovo ritardo fino al blocco successivo.
- Blocco senoatriale di secondo grado tipo II (di Mobitz). Gli impulsi vengono condotti normalmente (o con un ritardo che resta costante), fin quando uno di questi non viene improvvisamente e completamente bloccato.

### Blocco senoatriale di terzo grado
Nessun impulso viene condotto dal nodo senoatriale al tessuto atriale di conduzione. In questo caso si instaura una situazione analoga a quella dell'arresto sinusale; generalmente, nel caso in cui il fenomeno abbia una durata sufficiente, il controllo del battito cardiaco passa ad altre zone del cuore, per cui si sviluppa un ritmo di scappamento.

## Eziologia
Il difetto di conduzione fra il nodo senoatriale ed il resto dell'atrio è dovuto in gran parte dei casi alla degenerazione del tessuto della giunzione senoatriale, secondaria ad un danno di qualunque tipo o semplicemente legata all'invecchiamento cellulare. Molti farmaci, inoltre, sono in grado di ridurre l'efficacia della conduzione in un tessuto che può essere peraltro normale.
A volte, soprattutto nei soggetti giovani, il blocco in uscita dal nodo del seno può essere dovuto ad un ipertono vagale; si tratta, in questo caso, di reperti occasionali privi di significato clinico.
Tra le cause meno frequenti ci sono modificazioni dello stato ormonale, specie l'ipotiroidismo, alterazioni strutturali del cuore, alcune malattie infettive come la febbre Dengue.

## Sintomatologia
La sintomatologia associata al blocco senoatriale è quella comunemente provocata da tutte le bradiaritmie ed è legata alla riduzione dell'apporto di sangue a diversi organi ed apparati. Il blocco senoatriale di primo grado non provoca modificazioni della frequenza di contrazione ventricolare, per cui non è in grado di evocare sintomatologia. I blocchi di secondo e terzo grado, invece, provocano il blocco degli impulsi cardiaci, con conseguente interruzione della funzione di pompa del cuore.
Frequentemente, l'assenza di una contrazione cardiaca valida per diversi secondi provoca un ipoafflusso cerebrale, che si traduce in vertigini, sensazione di "testa vuota", calo del visus ed episodi sincopali.

## Diagnosi ECG
Al contrario di quello che accade per il blocco atrioventricolare, in cui è possibile registrare all'ECG un evento "prima" del blocco (onda P) ed uno "dopo" il blocco (complesso QRS), la diagnosi elettrocardiografica del blocco senoatriale è complicata dal fatto che il tessuto a monte del blocco, composto dalle sole cellule del nodo senoatriale vero e proprio, non è un grado di generare un segnale elettrico di intensità tale da essere registrabile dall'esterno.
La diagnosi del blocco senoatriale all'ECG di superficie si basa quindi su segni indiretti. È invece possibile studiare al meglio il fenomeno tramite la registrazione dei potenziali elettrici dall'interno delle cavità cardiache mediante lo studio elettrofisiologico, sebbene questa procedura sia invasiva e non venga utilizzata nella pratica clinica per porre diagnosi di blocco senoatriale.

### Blocco senoatriale di primo grado
Dal momento che non è possibile riconoscere all'ECG di superficie l'attivazione del nodo del seno, un eventuale ritardo della conduzione nella giunzione senoatriale non lascia segni sul tracciato, che risulta completamente normale.
Ne può essere ipotizzata la presenza durante lo studio elettrofisiologico mediante diverse tecniche, ad esempio osservando il tempo di recupero dell'atrio dopo una stimolazione elettrica prematura (una "extrasistole artificiale") che, condotta attraverso il nodo del seno, ne resetta il meccanismo di scarica. Nei cuori in cui il battito spontaneo tarda a ricomparire, si può attribuire il tempo di latenza in eccesso ad un rallentamento della conduzione a livello della giunzione senoatriale.

### Blocco senoatriale di secondo grado
Pur non essendo possibile misurare direttamente il tempo di conduzione tra nodo del seno ed atrio per gli stessi motivi descritti precedentemente, il blocco senoatriale di secondo grado può dare segni di sé all'ECG di superficie.
Nel blocco senoatriale di secondo grado tipo I si osserva un caratteristico comportamento dell'attivazione atriale (detto "periodismo di Wenckebach"). Le onde P tendono ad essere sempre più ravvicinate, fin quando non si osserva una pausa più lunga, sebbene minore del doppio dell'intervallo più breve della serie (caratteristica questa tipica del blocco di II grado).
Una diagnosi di questo tipo è complessa. Per poter apprezzare queste piccole variazioni del ciclo P-P è necessario inoltre che il nodo del seno generi impulsi a cadenza estremamente precisa; anche una piccola variazione della frequenza di scarica (come spesso avviene nell'aritmia sinusale), sovrapposta a questo tipo di aritmia, ne impedisce il riconoscimento.
La diagnosi di blocco senoatriale di secondo grado di tipo II è relativamente più semplice. Dal momento che ogni impulso generato dal nodo viene condotto in un tempo costante, anche le onde P avranno un intervallo costante. Nel momento un cui un impulso viene bloccato, l'atrio non si attiva e non viene registrata l'onda P (e quindi l'intero battito che ne consegue). Il nodo del seno continuerà però a generare impulsi allo stesso ritmo, indipendentemente dal difetto di conduzione a valle; il battito successivo che verrà condotto sarà registrato quindi dopo un tempo pari a circa il doppio del ciclo normale ("manca" un battito).
Questa variante è probabilmente l'unica che possa essere diagnosticata con una certa precisione all'ECG di superficie; la diagnosi differenziale si pone con una fase di arresto sinusale (l'impulso non viene generato affatto) la cui durata sia casualmente pari al doppio di un intervallo P-P normale.
È possibile anche che le pause cardiache abbiano una durata doppia del ciclo sinusale di fono: in questi casi si parla di blocchi di secondo grado di tipo 2:1

#### Periodismo di Wenckebach
Nel periodismo di Wenckebach in ogni battito il tempo di conduzione tra nodo del seno (SA) ed atrio si allunga ed ogni allungamento è di entità minore del precedente.I tempi di conduzione tra il nodo del seno e l'Atrio potrebbero essere, a modo d'esempio, di 10 ms al primo battito, 20ms al secondo (aumento di 10ms), 28 al terzo (aumento ulteriore di 8 ms),34 al quarto (aumento di 6) e così via. Nell'esempio precedente ogni ciclo P-P misurerà 2 ms in meno del precedente in quanto la distanza tra due onde P diminusice nella stessa misura in cui diminusice ad ogni battito l'allungamento del tempo di conduzione nella giunzione senoatriale
Perché il periodismo di Wenckebach si palesi va supposto che il pacemaker atriale mantenga sempre la sua regolarità mentre l'onda P (espressione della depolarizzazione/contrazione atriale) se ne distanzi progressivamente battito per battito ad intervalli consecutivi sempre di minor ampiezza. Il complesso PQRST (supposto regolare) accumula sempre maggiore ritardo nei confronti dell'impulso del nodo del seno,  avvicinandosi, allo stesso tempo,  progressivamente all'impulso del nodo del seno nel battito successivo.
Si spiegano le caratterestiche elettrocardiografiche del blocco senoatriale di secondo grado tipo I nella situazione limite dove l'impulso del seno scarica in prossimità dell'onda T (di ripolarizzazione atriale)  trovando l'atrio stesso in stato refrattario, rendendo,quindi,  impossibile la depolarizzazione atriale ed il formarsi dell'onda P.
Per assurdo qualora la progressione del ritardo fosse aritmetica (nell'esempio precedente 10ms, poi 20ms, poi 30 ms e così via) l'avvicinarsi dall'onda T all'impulso del nodo sarebbe colmato dal progressivo e lineare allontanamento tra impulso del seno atriale e onda P, risultandon in un intervallo PP sempre regolare ( ad ogni battito una T più vicina all'impulso del seno di 10 ms , fino ad anticiparla, ed un impulso del seno più lontano dalla P di 10ms). Tale progressione lineare però non è , intuitivamente, compatibile con la fisiologia cardiaca.
La pausa che segue alla scomparsa dell'onda P risente anch'essa della diminuzione battito per battito dell'allungamento del tempo di conduzione seno atriale (2ms nel nostro esempio). La pausa non è compensatoria in quanto la depolarizzazione del seno inefficace (cioè che non ha provocato un contrazione atriale e un'onda P) è quella più vicina all'onda T della serie progressiva e quella che la segue dopo la pausa , invece, tende invece a seguire il cronotropismo fisiologico (cioè con ritardo di conduzione minimo). In altre parole, prendendo a riferimento la P,  all'intervallo P-P più ravvicinato della serie (2ms più breve ad ogni battito sempre nel nostro esempio), segue un P- zero ancora più breve, seguito da un P senza ritardi di conduzione senoatriale.  La durata della pausa corrisponde ad un battito anticipato non espresso, quello che lo segue, invece, è un battito espresso in cronotropismo ("in orario"), la distanza percorsa non potrà quindi mai eguagliare quindi quella tra due PP normotrasmesse, ma solo essergli minore.

### Blocco senoatriale di terzo grado
Dal momento che nessun impulso riesce ad essere condotto, questa condizione risulta indistinguibile dall'arresto sinusale, in cui il segnale elettrico non viene generato affatto.